# Resolució 298 del Consell de Seguretat de les Nacions Unides
La Resolució 298 del Consell de Seguretat de les Nacions Unides, és una resolució a la qual el Consell de Seguretat va deplorar que Israel no respectés les resolucions anteriors sobre mesures i accions d'Israel per afectar l'estat de Jerusalem.
Va ser aprovada el 25 de setembre de 1971 després de recordar les resolucions anteriors sobre el tema, una carta del representant de Jordània, els informes del Secretari General de les Nacions Unides i les declaracions de les parts interessades.
El Consell va confirmar que totes les accions legislatives i administratives adoptades per Israel per canviar l'estatus de Jerusalem destinades a la incorporació de Jerusalem Est són totalment invàlides i no poden canviar aquest estat. El Consell demana a Israel que rescindeixi totes les mesures anteriors i que no adopti mesures addicionals per intentar canviar l'estat de la ciutat i ha demanat al Govern del Secretari General que informe al cap de 60 dies sobre l'aplicació de la resolució.
La resolució va ser aprovada per 14 vots a cap, mentre que la República Àrab Síria es va abstenir.
La resolució 298 del CSNU també va ser l'última resolució que afecta Israel en què va participar la República de la Xina (Taiwan), després de la seva substitució per la República Popular de la Xina.